# ريتشارد وايلاند
ريتشارد وايلاند (بالإنجليزية: Ric Weiland)‏ (و. 1953 – 2006 م) هو مهندس، وعالم حاسوب أمريكي، توفي عن عمر يناهز 53 عاماً.

## التعليم
تعلم في جامعة ستانفورد.